# Operador de xarxa
L'operador de xarxa és aquell que proporciona la connexió d'alta velocitat necessària (xarxa de transport) per transmetre els senyals de vídeo digital. En aquest punt, el tipus de tecnologia utilitzat pot tenir un paper important en la capacitat i/o la qualitat dels serveis oferts. Els sistemes més comuns d'accés que hi ha disponibles són la línia elèctrica, el cable, les línies de subscripció digital (DSL) i els sistemes sense fils de xarxes d'àrea local (3G, WLAN, MMS i LMDS).